# Biografielijst Ay

## Aya
- Costavina Aya Ayal (1926-2015), verzetsvrouw in Nieuw-Guinea
- Balthasar de Ayala (1548-1584), Spaans rechtsgeleerde
- Celso Ayala (1970), Paraguayaans voetballer
- Daniel Sánchez Ayala (1990), Spaans voetballer
- Roberto Ayala (1973), Argentijns voetballer
- Hiwot Ayalew (1990), Ethiopisch atlete
- Wude Ayalew (1987), Ethiopisch atlete
- Almaz Ayana (1991), Ethiopisch atlete
- Workitu Ayanu (1987), Ethiopisch atlete

## Ayc
- Alan Ayckbourn (1939), Brits toneelschrijver
- Nicki Aycox (1975-2022), Amerikaans actrice

## Ayd
- İbrahim Serdar Aydın (1996), Turks voetballer

## Aye
- Ramón Ayerra (1937-2010), Spaans schrijver
- Kevin Ayers (1944-2013), Brits musicus
- Roy Ayers (1940-2025), Amerikaans muzikant

## Ayh
- Süreyya Ayhan (1978), Turks atlete

## Ayk
- Dan Aykroyd (1952), Canadees-Amerikaans acteur

## Ayl
- Reiko Aylesworth (1972), Amerikaans actrice
- Gladys Aylward (1902-1970), Brits protestants zendeling
- John Aylward (1946-2022), Amerikaans acteur
- Patricio Aylwin (1918-2016), Chileens president

## Aym
- Luciana Aymar (1977), Argentijns hockeyster

## Ayo
- Abdessalem Ayouni (1994), Tunesisch atleet
- Marlon Ayoví (1971), Ecuadoraans voetballer

## Ayr
- Arthur Ayrault (1935-1990), Amerikaans roeier
- Jean-Marc Ayrault (1950), Frans politicus
- Sanjay Ayre (1980), Jamaicaans atleet
- Hertha Ayrton (1854-1923), Brits natuurkundige, wiskundige en elektrotechnisch onderzoekster
- William Edward Ayrton  (1847-1908), Brits natuurkundige en elektrotechnicus

## Ayt
- Rochelle Aytes (1976), Amerikaans actrice
- Dominador Aytona (1918-2017), Filipijns politicus, bestuurder en topman

## Ayu
- Miguel Ángel Ayuso Guixot (1952-2024), Spaans kardinaal

## Ayy
- Maher Ayyad (1978), schaker uit Bahrein